# داشلي برون
داشلي برون (بالفارسية: داشلی‌برون) هي قرية تقع في غلستان في إيران. يقدر عدد سكانها بـ 1451 نسمة بحسب إحصاء 2016.